# Псевдомиксома брюшной полости
Псевдомиксома брюшной полости (лат. pseudomyxoma peritonei, PMP) — клиническое состояние, вызванное раковыми клетками (муцинозной аденокарциномой), производящими чрезмерное количество муцина или желеобразной жидкости в брюшинной полости. Псевдомиксома ведет к образованию фиброза, замедляет пищеварение и функционирование других органов. В тех случаях, когда лечение заболевания не проводится, опухоль и муцин заполняют брюшную полость. Это приводит к сжатию органов, нарушению функционирования толстого и тонкого кишечников, желудка и других органов. Во многих случаях прогноз оптимистический, но болезнь является летальной при отсутствии лечения. Как правило, смерть наступает от истощения, непроходимости кишечника и других осложнений.
Считается, что заболевание вызвано первичным раком аппендикса; у женщин в заболевание могут быть вовлечены муцинозные опухоли яичника, однако, в большинстве случаев, рак яичников является метастазом из рака аппендикса или других органов пищеварительной системы. В заболевании различают высокую (при наличии гистологически подтвержденных перстневидных клеток) и низкую степени злокачественности. В случае низкой степени злокачественности рак редко распространяется через лимфатическую и кровеносную системы.

## Признаки и симптомы
Увеличение живота при внешних признаках истощения, появление желеобразных выделений из пупка, затрудненное пищеварение.

## Диагностика
Данное заболевание часто выявляется при хирургических операциях, проводимых по другим показаниям (удаление грыж), при этом опытный патолог может подтвердить диагноз. На последующих стадиях рассеянные опухоли пальпируются в абдоминальной области. Может выявляться вздутие живота, а также «желеподобный живот» (сленговый медицинский термин, используемый для данного заболевания). В силу редкости заболевания, важна постановка точного диагноза для назначения соответствующего лечения.
Диагностические процедуры могут включать проведение компьютерной томограммы, гистологического и иммуногистохимического исследования образцов, полученных при проведении диагностической лапароскопии. В качестве косвенных признаков может быть использовано проведение анализов крови на выявление онкомаркеров (РЭА, CA242). В большинстве случаев гастроскопия и колоноскопия оказываются неэффективными диагностическими средствами, поскольку рак аппендикса поражает брюшную полость, но не толстый кишечник (следует иметь в виду имеющиеся сообщения о редких случаях распространения рака аппендикса на кишечник). Ирригоскопия в ряде случаев указывает на дисфункцию илеоцекального клапана, расположенного в непосредственной близости от аппендикса. Позитронно-эмиссионная томография может быть использована для оценки злокачественной муцинозной аденокарциномы, однако данный тест не подходит для оценки доброкачественной разновидности опухоли, поскольку не может выявить теневое изображение новообразования. Магнитно-резонансная томография в настоящее время адаптируется для мониторинга заболевания, однако обычные магнитно-резонансные томографы как правило не используются в качестве диагностического инструментария. Диагноз также может быть подтвержден в патологических исследованиях.

## Лечение
Лечение различается в силу как редкости заболевания, так и медленного роста опухоли. Диапазон лечебных стратегий разнообразен — от выжидательной позиции до циторедукции и высокотемпературной интраперитонеальной химиотерапии.

### Хирургия
Хирургическое лечение заболевания предложено проф. П. Шугабейкером и включает в себя циторедукцию, направленную на иссечение брюшины, желудка, толстого, тонкого кишечника, пупка и других пораженных органов. В рамках операции с помощью специального аппарата проводится высокотемпературная интраперитонеальная химиотерапия (HIPEC). Операция длится от 8 до 10 часов. Высокая стоимость операции обусловлена её сложностью и необходимостью привлечения междисциплинарной команды врачей. Для оценки работы хирургов проводятся мультицентровые исследования.

### Химиотерапия
Химиотерапия (обычно с использованием химиотерапевтического агента Митомицин С) может вводиться непосредственно в брюшную полость после циторедуктивной хирургии (операции по удалению всех видимых заболеваний для уничтожения оставшихся микроскопических раковых опухолей и свободно плавающих клеток). Химиотерапия с подогревом (HIPEC) перфузируется по всей брюшной полости в течение часа или двух в качестве последнего этапа операции, или устанавливаются порты для обеспечения циркуляции и/или дренирования химических веществ в течение от одного до пяти дней после операции, что известно как раннее послеоперационная внутрибрюшинная химиотерапия (EPIC). EPIC можно вводить несколькими циклами в течение нескольких месяцев после операции.

## Эпидемиология
Общая заболеваемость ранее оценивалась от 0,5 до 1 случая на 100 000 человек в год. Недавние исследования в Европе показывают, что предыдущая оценка в 1-2 человека на миллион может быть занижена фактическим показателем примерно наполовину, при этом реальная заболеваемость составляет примерно 3,2 человека на миллион, а распространенность составляет 22 человека на миллион. Немного чаще встречается у женщин, чем у мужчин (соотношение мужчин и женщин примерно 1:1,3), хотя фактическое соотношение трудно определить из-за возможных ошибочных диагнозов и, возможно, систематической ошибки включения в опубликованные исследования. Средний возраст при обращении обычно составляет около 50 лет с диапазоном от 20 до 25 лет, но PMP может поражать людей любого возраста.

## История
Первый случай был описан Карлом Ф. Рокитанским в 1842 году.
Верт в 1884 году ввёл термин псевдомиксома брюшины. Он описал случай женщины с студенистыми массами в брюшной полости от предполагаемой разорвавшейся псевдомуцинозной цистаденомы яичника, у которой он обнаружил псевдомуцин вместо муцина.
В 1901 году Франкель описал первый случай PMP в связи с кистой аппендикса.
Одри Хепберн умерла от псевдомиксомы брюшины в 1993 году.